# Eva Buhrich
Eva Buhrich (* 1915 in Nürnberg; † 1976) war eine deutsche Architektin und Autorin, die in den 1930er-Jahren vor dem Nazi-Regime aus Deutschland floh. Sie emigrierte nach Australien und wurde dort zu einer berühmten Kolumnistin im Bereich Architektur.

## Leben
Eva Buhrich wurde 1915 in Nürnberg geboren. Ihre Eltern waren beide jüdisch. Sie begann 1933 an der Universität München Architektur zu studieren. Schwierigkeiten mit dem Naziregime zwangen sie nach Berlin umzuziehen. Dort führte sie ihr Studium unter Hans Poelzig fort. Dann ging sie weiter nach Zürich, wo sie ihren Abschluss 1937 an der ETH unter Otto Salvisberg erreichte. Obwohl sie ein Stipendium bekommen hatte, um an der Universität im Bereich moderne Architektur zu forschen, floh sie 1938 nach Australien. Sie floh zusammen mit ihrem Mann Hugh Buhrich. Sie trafen sich in München, als sie beide Architektur studierten und heirateten 1938.
Obwohl Buhrich in angehenden europäischen Universitäten studiert hatte, wurden ihre Qualifikationen in Australien nicht anerkannt. Der Professor Alfred Hook von der University of Sydney half Buhrich und ihrem Mann in einem Büro von Heather Sutherland und Malcom Moir in Canberra Arbeit zu finden. Im Jahr 1940 wurde Buhrich zweifach Mutter mit den Zwillingen Neil und Clive. In dieser Zeit erfuhren Frauen subtile oder direkte Diskriminierung am Arbeitsplatz, wie zum Beispiel niedrige Löhne.
Nachdem Eva Buhrich einige Zeit als Architektin in der Commonwealth Experimental Building Station zusammen mit ihrem Mann gearbeitet hatte, etablierte sie sich als Autor und Redakteurin in den 1950ern. Ihre Artikel erschienen in The Australian Women's Weekly, Woman, Walkabout und House & Garden, manchmal auch unter männlichem Synonym. Erwähnenswert ist Buhrichs Kolumne in dem Sydney Morning Herald von 1957 bis in die späten 1960er. Sie veröffentlichte 1973 auch ein Buch mit dem Titel Patios and Outdoor Living Areas. Zusammen mit ihrem Mann machte sie sich 1975 gegen den Abriss des von Walter Burley Griffin entworfenen Willoughby Incinerator (Verbrennungsanlage) stark. Das Treffen für die Gründung des Burley Griffin Treuhänderfonds fand im Haus der Buhrichs statt. Sie waren die Schlüsselfiguren der Kampagne, die erfolgreich Unterstützung herbeiführt, um den Abriss der Verbrennungsanlage endgültig zu verhindern.
Eva Buhrich starb im März 1976 an Krebs.

## Veröffentlichungen
- Patios and Outdoor Living Areas Sydney : Ure Smith, 1976